# مطار أمالا الدولي
مطار أمالا الدولي ، مطار دولي مخصص لخدمة مشروع أمالا على ساحل البحر الأحمر، التصميم مستوحى من الوهم البصري لسراب الصحراء.
المطار بقدرة استيعابية تصل إلى مليون مسافر سنويًا، وسيفتتح في عام 2023.
صالة الركاب وبرج التحكم صمم قبل (Foster + Partners)، فيما صممت شركة (Egis) المخطط العام